# Чха Дон Мин
Чха Дон Мин (кор. 차동민; 车东旻 24 августа 1986, Сеул) — южнокорейский тхэквондист, олимпийский чемпион 2008 года, серебряный призёр чемпионата мира 2011 года, чемпион Азии 2012 года.

## Спортивная биография
В 2008 году Чха Дон Мин принял участие в летних Олимпийских играх в Пекине. В упорной борьбе в соревновании в категории свыше 80 кг южнокорейский спортсмен вышел в финал, где встретился с греком Александросом Николаидисом. В решающей схватке Чха Дон Мин одержал победу 5:4 и стал олимпийским чемпионом.
В 2012 году на летних Олимпийских играх в Лондоне Чха Дон Мин защищал свой чемпионский титул, однако в четвертьфинале соревнований уступил турку Бахри Таринкулу 1:4 и выбыл из турнира.